# Úderná síla
Úderná síla je vojenský termín definující schopnost jedné ze stran konfliktu zasáhnout protivníka. U bojového uskupení označuje podíl síly, kterou je schopno vrhnout do útoku (jaké jednotky s jakou bojovou hodnotou). Důležitá je pro její vyjádření hlavně palebná síla a mobilita. 
U mužstva, tanků a obecně složitějších bojových prostředků se často nesprávně používá jako synonymum pro jejich palebnou sílu, tj. možnosti jejich útočných zbraní: popisuje ničivý účinek, rychlost a rozsah palby. 